# Júdži Ueda
Júdži Ueda (jap. う え だ ゆ う じ) (* 15. červen 1967, Japonsko) je populární seijú, tedy japonský anime dabér.
Narodil se v japonském městě Fukuoka a má za sebou mnoho úspěšných rolí v anime. Od dubna 2006 pracuje pro produkci Osawa. Dabuje různé typy postav - od prostých hlupáků (Keitaró Urašima v Love Hina), až po nebezpečné siláky (Sanosuke v Ruróni Kenšin).

## Známé role
Důležité postavy jsou zvýrazněny tučně.
- Angel Sanctuary - Jue Kató
- Aria the Animation - Udo Ajanokódži
- Aria the Natural - Udo Ajanokódži
- Aria the Origination - Udo Ajanokódži
- Bakurecu tenčí - Kjohei Tačibana
- Bleach - Sora
- Blue Seed - Jósika Jaegaši
- Buzzer Beater - DT
- Chobits - Hirojasu Ueda
- Crystal Blaze - Akira
- Detroit Metal City - SOIC Negiši
- Di Gi Char - Abarenbó
- Digimon - Dinohjumon
- Džigoku Šódžo - Házet Šibata
- Earth Maiden Arjuna - Chris
- Fullmetal Alchemist - ZOLFO J. Kimblee
- Fušigi Júgi - Suboši, Amiboši
- Futari Ecchi - Makoto Onoda
- Galaxy Angel - Takuto Meyers
- Honey and Clover - Shinobu Morita
- InuJaša - Hódžó
- Love Hina - Keitaró Urašima
- Midori no Hibi - Suiça Takamizawa
- Musíš - Adašino
- My-hime - Masaši Takeda
- Naruto - Gamakiči / Mubi
- Nurse Witch Komugi-chan - Mugimaru
- One Piece - Sarquiss
- Oran Koko Hosté Bu - Umehito Nekozawa
- Pokémon - Brock (jap .: Takeši)
- Prince of Tennis - Džiró Akutagawa
- Ruróni Kenšin - Sanosuke
- Král šamanů - Horohoro
- Ushio to Tora - Kappa
- Vision of Escaflowne - Reeden
- Wedding Peach - Jósuke Fumane
- X - Kakjó Kuzuki
- Zipang - Kohei Oguri